# Kunitz
Kunitz is een plaats in de Duitse gemeente Jena, deelstaat Thüringen, en telt 906 inwoners (31-12-2020, inclusief Laasan).
Het vormt samen met het veel kleinere, anderhalve kilometer meer oostelijk gelegen buurdorp Laasan sedert 1994 het stadsdeel Kunitz/Laasan van de stad Jena. Laasan telde in 2006 slechts 55 inwoners. Oppervlakte stadsdeel in km2: 8,04 incl. Laasan; 5,93 excl. Laasan. Kunitz is vooral een woonforensendorp.
Kunitz ligt 5 km ten noordoosten van de stad Jena, aan de oostoever van de Saale. Wanneer men vanuit Kunitz de Saale oversteekt en westwaarts langs de rioolwaterzuiveringsinstallatie van de gemeente Jena rijdt, bereikt men de Bundesstraße 88 en het treinstation Jena-Zwätzen. Dit ligt aan een spoorlijn van Jena-Saalbahnhof, dat ongeveer 3 km in zuidwestelijke richting ligt, naar o.a. Naumburg in noordoostelijke richting.
Het markantste bouwwerk van Kunitz is de evangelisch-lutherse St.-Maartenskerk (in 1773 na brand herbouwd), met in het interieur een opvallend, van rond het jaar 1500 daterend drieluik.
Op een heuvel bij het dorp, de Gleißberg , ook wel Hufeisen (hoefijzer) genaamd, staat de Kunitzburg, het overblijfsel van een middeleeuws kasteel, dat na roerige tijden in het begin van de 19e eeuw tot een ruïne verviel. De ruïne is voor wandelaars bereikbaar, maar mag niet betreden worden. Het bij dit gebouw staande restaurant Burgklause is anno 2023 buiten gebruik.
De historische houten Hausbrücke over de Saale (1832) werd in de Tweede Wereldoorlog verwoest, en in 2012 in originele stijl herbouwd.
Langs het dorp loopt een langeafstands-fietsroute, de Saaleradweg.

## Afbeeldingen

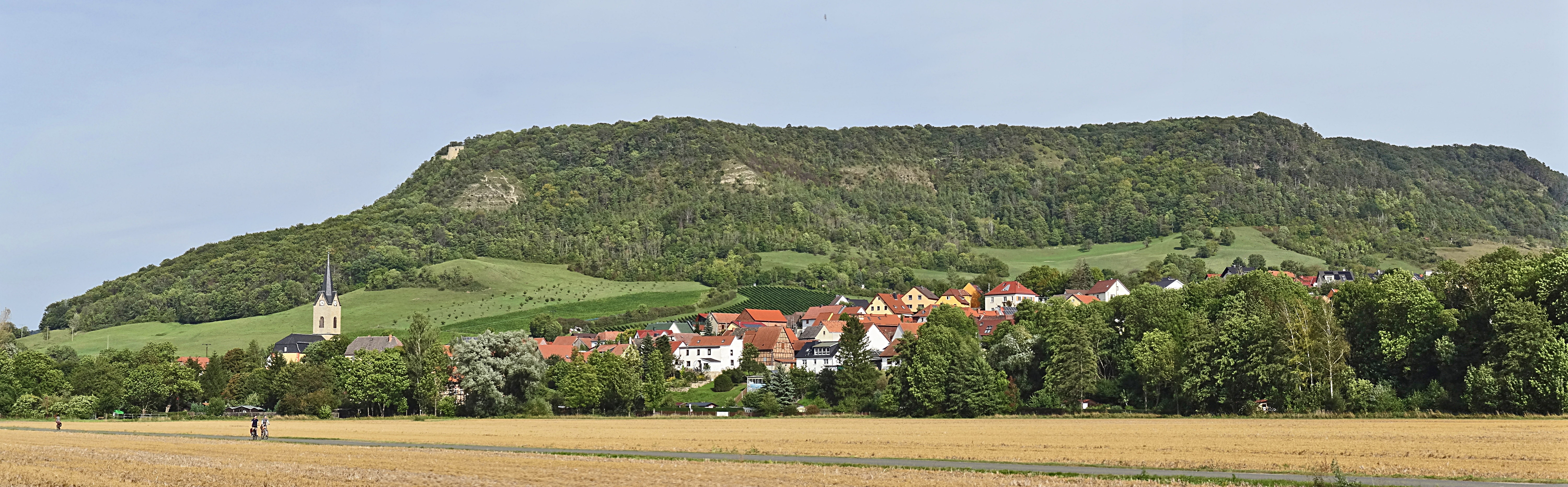
Gezicht op Kunitz vanuit het zuidwesten. Links op de berg de ruïne Kunitzburg.
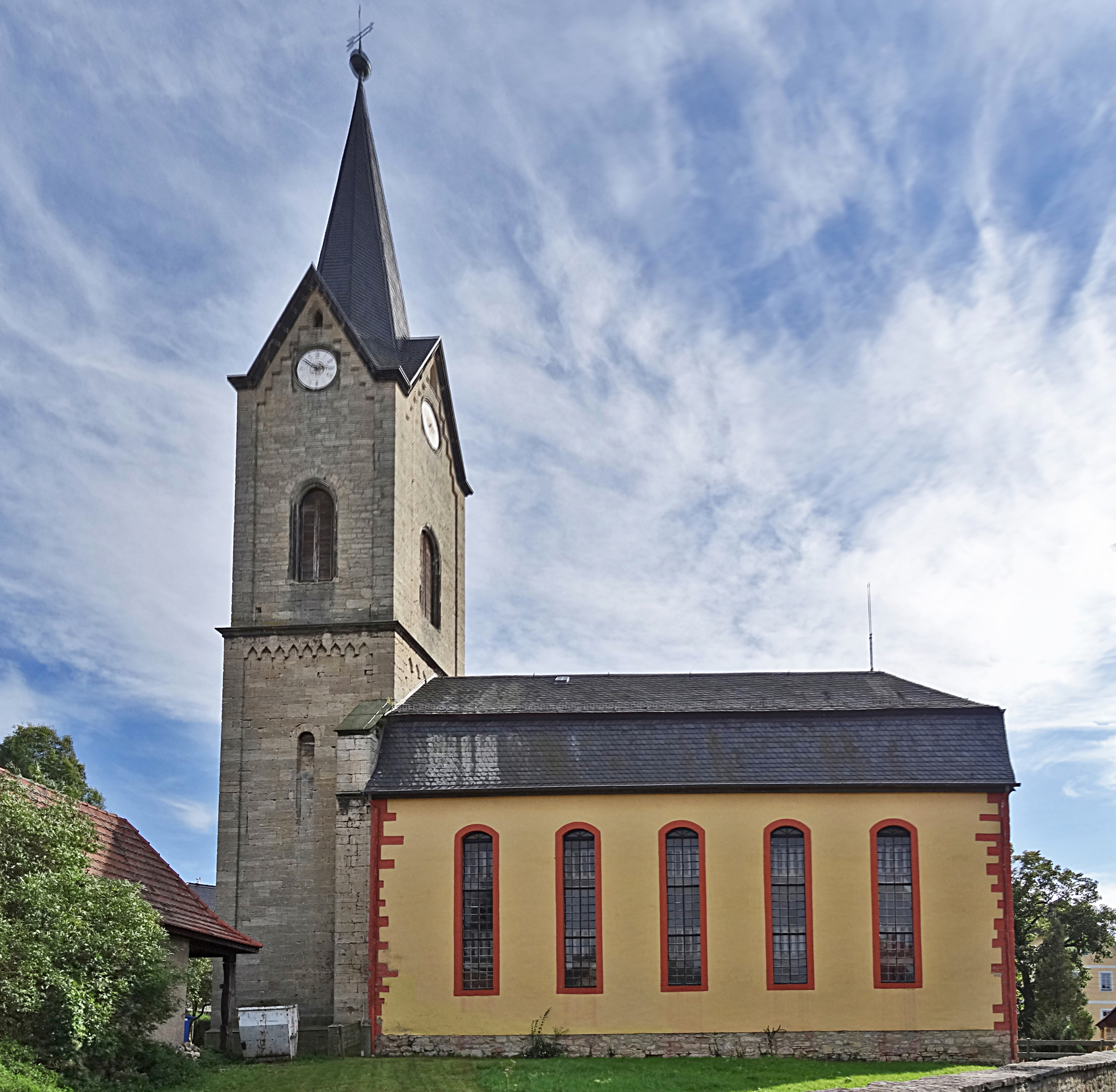
St.-Maartenskerk
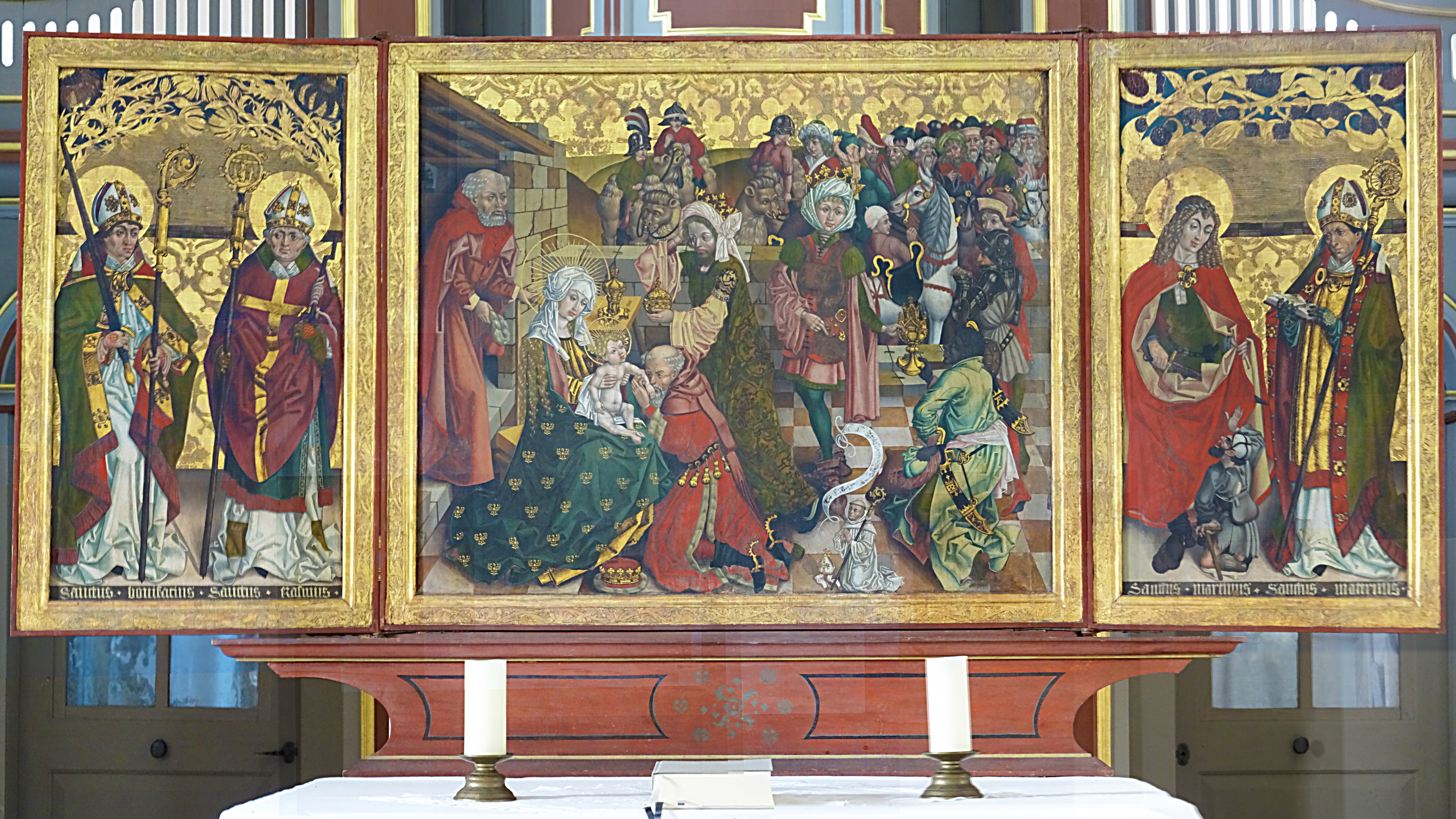
Altaardrieluik in deze kerk. Afgebeeld is o.a. de Aanbidding der Koningen en rechts St. Martinus van Tours.
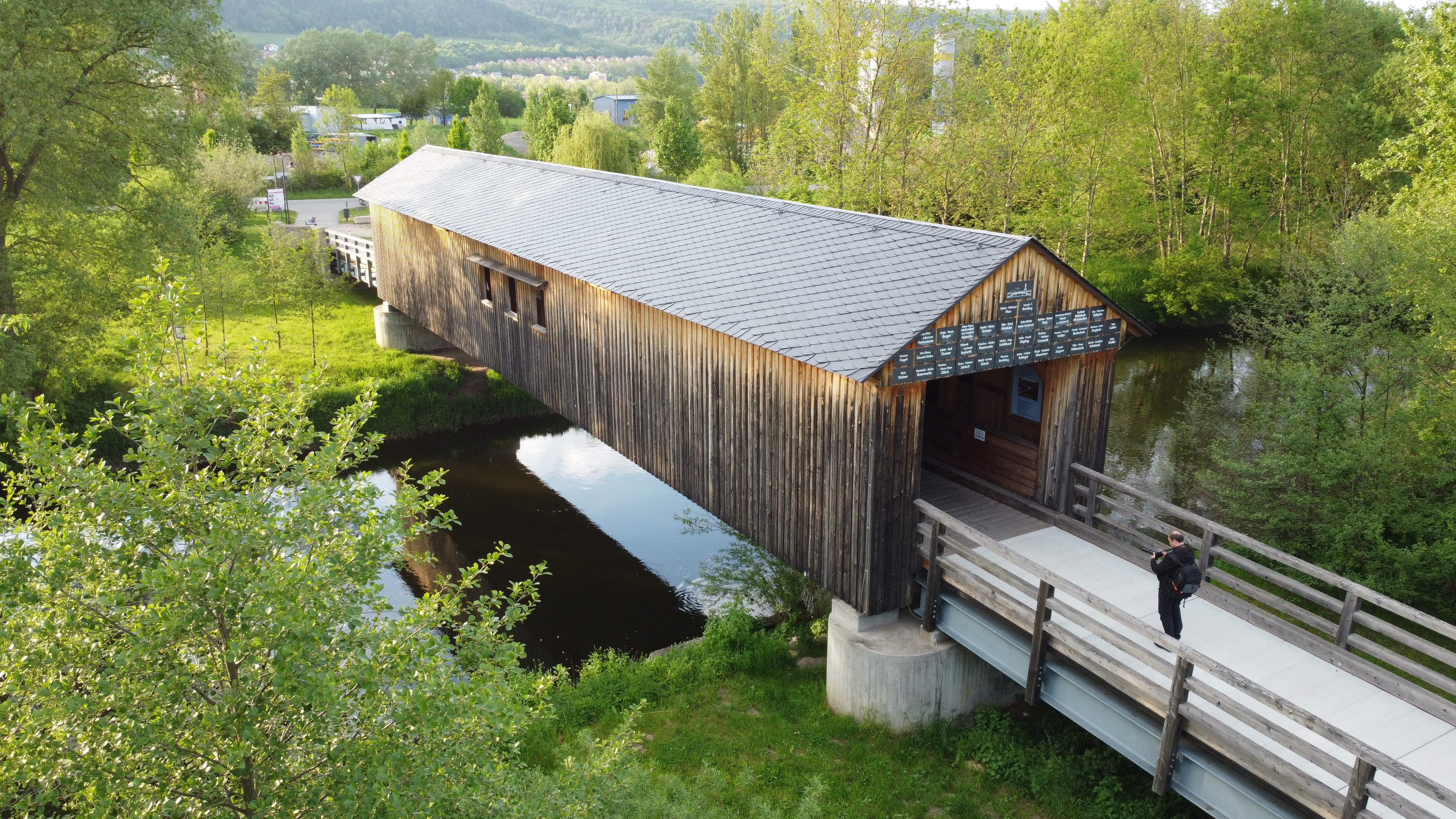
De Kunitzer Hausbrücke in 2023
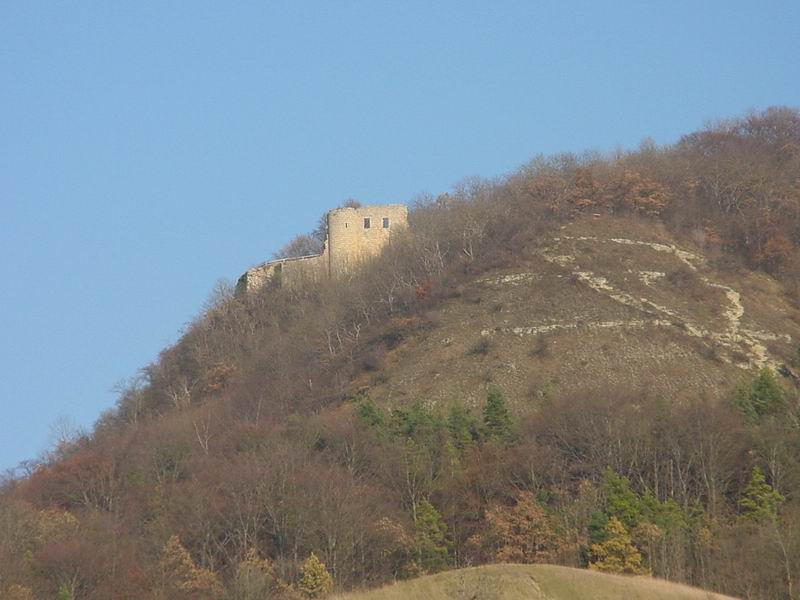
Ruïne Kunitzburg of Gleißburg
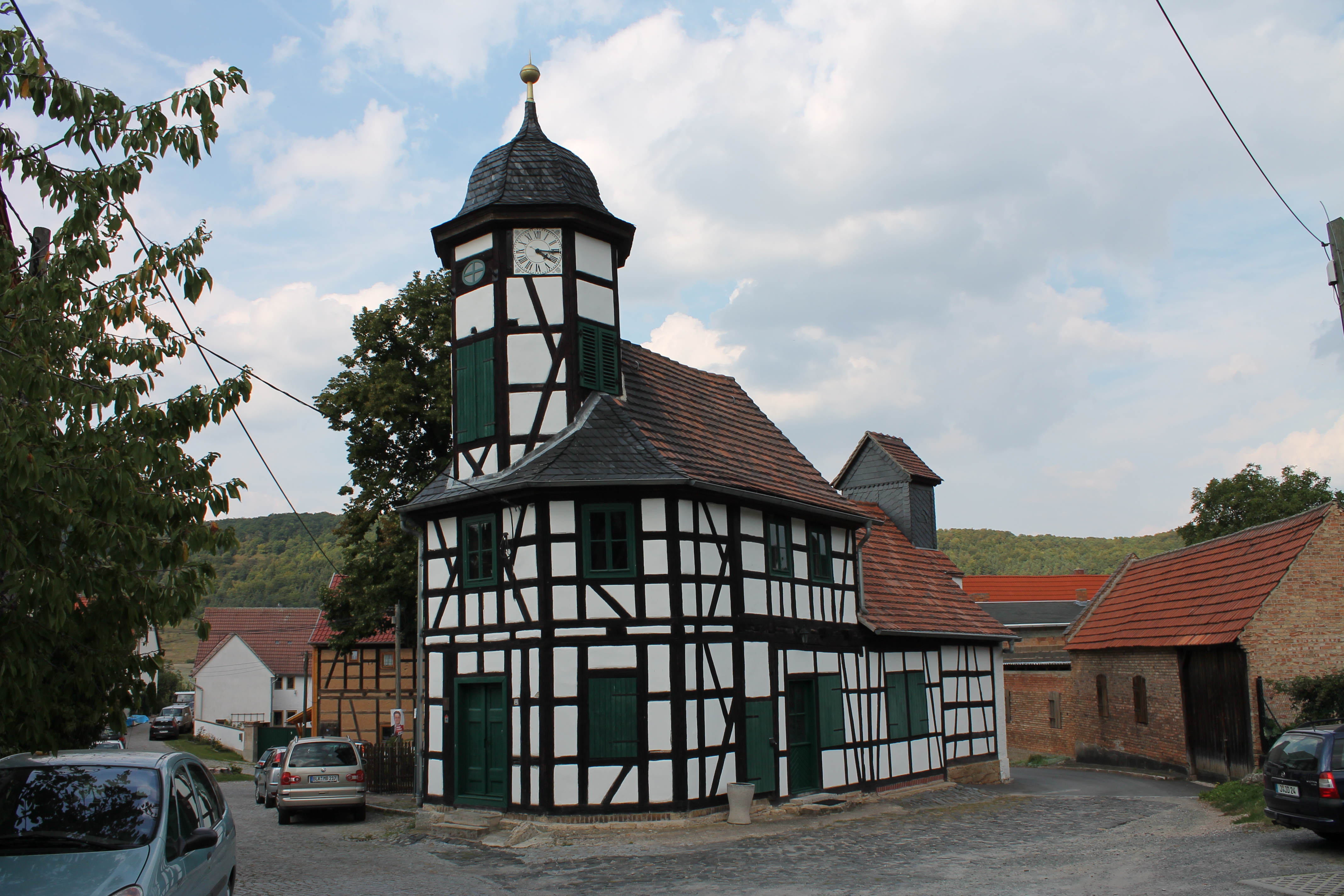
Raad- en brouwhuis te Laasan

In Laasan staat een in fasen tussen 1615 en 1802 tot stand gekomen vakwerkgebouw, dat de gecombineerde functie van raadhuis en brouwerij had.